# Здравствена заштита у Србији
Здравствена заштита у Србији се пружа путем универзалног система здравствене заштите.

## Тренутни систем
Здравственим системом управља Републички фонд за здравствено осигурање (РФЗО), који покрива све грађане и становнике са сталним пребивалиштем. Сви запослени, самозапослени и пензионери морају да плаћају доприносе Фонду. Доприноси се заснивају на клизном систему, при чему имућнији чланови друштва плаћају већи проценат својих прихода. Упркос томе, корупција и даље остаје озбиљан проблем због ниских плата, при чему многи лекари траже мито у замену за бољи третман, иако влада и невладине организације воде озбиљну кампању против корупције.
Од 2014. године, расходи за здравствену заштиту у Србији износили су 10,37% БДП-а у 2014. години, 1.312 долара по глави становника. Такође, од 2014. године Србија је имала 308 лекара на 100.000 становника (360 на 100.000 становника био је просек Европске уније (ЕУ), 628 недокторског медицинског особља на 100.000 становника (1.199 на 100.000 становника је био просек ЕУ). Иако постоји тренд смањења броја болничких кревета на 100.000 становника у Европи због боље ефикасности и дијагностике, Србија је међу бољим земљама у Европи, са 552 болничка кревета на 100.000 становника. По доступности медицинске опреме, Србија благо заостаје за просеком земаља ЕУ.
Влада Србије ради са Светском банком на унапређењу квалитета и ефикасности здравственог система Србије.

## Промене у здравственом систему
У последњих неколико деценија дошло је до бројних промена у здравственом систему у односу на стање када је Србија била део СФР Југославије. Тих година здравствена заштита је била бесплатна, али не и доступна за све људе, није било фиксних цена, а услуге су бивале често злоупотребљаване. Спроведеним реформама се циља основни ниво здравствених услуга за све људе, на различитим нивоима или уз партиципацију. Ово, међутим, није у потпуности испуњено. Наиме, услуге које нису покривене могу бити допуњене приватним осигурањем. Тренутни проблеми српског здравства, према наводима медицинског особља које пружа негу, су лоше финансирање примарне заштите, неадекватна опрема и залихе, ниске плате и неадекватна континуирана медицинска едукација. Све у свему, реформе здравствене заштите покушале су да промене нагласак здравственог система са куративне на превентивну негу, при чему је успех био делимичан.
У 2014. години, председник удружења „Лекари против корупције“ је именован за специјалног саветника Министарства здравља.
У октобру 2015. године објављен је списак лекара са важећом лиценцом на сајту Лекарске коморе Србије који до тад није био доступан грађанима 

### Законодавство
Тренутни Закон о здравственој заштити и Закон о здравственом осигурању ступили су на снагу 11. априла 2019. године. Они дефинишу списак здравствених установа које не могу бити у приватном власништву:
- хитна медицинска помоћ,
- обезбеђивање крви и крвних производа,
- набављање, очување и трансплантација људских органа и делова људског тела,
- производња серума и вакцина,
- патоанатомија и обдукција
- служба судске медицине

Агенција за привредне регистре Србије има рок да до 11. октобра 2020. године треба да успостави Регистар здравствених установа. Такође, потребно је успоставити и заједнички систем листа чекања за државну и приватну праксу.
Пацијенти су у обавези да се подвргавају циљаним превентивним прегледима. Ако не прођу обавезни скрининг без оправдања, морају да допринесу максимално 35% укупних трошкова здравствених услуга ако им се обољење дијагностификује пре почетка следећег циклуса скрининга.
Поклони здравственим радницима вредни више од 5% просечне месечне нето плате у Србији су законом забрањени.

## Култура здравства у Србији
Самозбрињавање се углавном практикује када је пацијент већ болестан, а не као превентивна мера. Нега се обично тражи од здравствених радника као што су лекари или медицинске сестре где се мито обично очекује, али се користе и народни лекови као што су чајеви, сирће, биље и витамини. Промене у нивоу активности, као што су више одмора или повећано вежбање, понекад се користе као лековите мере за болест, а уочени узроци болести могу бити неправилна исхрана или судбина. Хјелм, Бард, Ниберг и Апелквист (2005) наводе да већина бивших Југословена сматра да здравље није одсуство болести, већ да је „богатство, да је најважнија ствар у животу имати довољно снаге“ (стр. 51).